# Вегетарианское общество
Вегетарианское общество (англ. Vegetarian Society) — британская благотворительная организация, основанная 30 сентября 1847 года с целью «поддерживать, представлять и увеличивать число вегетарианцев в Великобритании».

## История
В XIX веке в Великобритании существовало несколько групп, следовавших вегетарианской диете и активно занимавшихся пропагандой вегетарианства. Вегетарианское общество было создано членами Библейской христианской церкви в сотрудничестве с членами утопической духовной общины «Конкордуим» и читателями журнала The Truth-Tester.

### Библейская христианская церковь
Библейская христианская церковь была основана в 1809 году в Салфорде, Манчестер священником Уильямом Коухердом после раскола в Новой церкви. Библейские христиане считали свободную от мяса диету, или оволактовегетарианство, одной из форм умеренности.

### Конкордиум
Конкордиум был школой-интернатом, основанным в 1838 году в окрестностях Лондона. Ученики следовали диете, полностью свободной от животных продуктов, что сегодня известно как веганство. Конкордиум также называли «Алкотт-хаус», в честь американского активиста Амоса Б. Алкотта.

### The Truth-Testerи психологическая конференция (1847)
The Truth-Tester был журналом, в котором выходили материалы в поддержку движения за умеренность. В 1846 году главным редактором журнала стал Уильям Хорселл. С его подачи журнал постепенно перешёл к пропаганде вегетарианской диеты. В начале 1847 года в письме, полученном в редакцией журнала, содержалось предложение сформировать Вегетарианское общество. В ответ на это письмо, Уильям Олдхам провёл в июле 1847 года в Алкотт-хаусе так называемую «психологическую конференцию». В мероприятии приняло участие около 130 человек, в том числе библейский христианин Джеймс Симпсон, выступивший с речью. На конференции было принято несколько резолюций. В частности было решено провести новое мероприятие в конце сентября того же года.

### Рамсгейтская конференция (1847)
30 сентября 1847 года в Рамгейте состоялась новая встреча, запланированная ранее на психологической конференции. На заседании председательствовал член Британского парламента от Салфорда и библейский христианин Джозеф Бротертон. Другой библейский христианин, Джеймс Симпсон, был избран президентом общества, Уильям Олдхам стал казначеем организации, а главный редактор The Truth-Tester Уильям Хорселл был избран секретарём. «Вегетарианское общество» было единогласно выбрано в качестве официального названия новой организации.

### После Рамсгейта
Первое публичное собрание было проведено Вегетарианским обществом в Манчестере в 1848 году. В 1853 году общество насчитывало в своих рядах уже 889 членов. В 1897 году в обществе состояло более 5000 человек.

### Наши дни
В XX веке Общество занималось в основном консультативной деятельностью, предоставляя помощь как частным лицам, так и компаниям и учреждениям. Вегетарианское общество также выполняет роль группы интересов с целью побудить производителей пищевых продуктов отказаться от использования таких невегетарианских ингредиентов, как желатин или реннин животного происхождения. Общество активно выступает против обозначения как вегетарианских продуктов с содержанием рыбы (в особенности в ресторанах) и подвергает критике знаменитостей-вегетарианцев, употребляющих в пищу рыбу. Вегетарианское общество поддерживает регулярно обновляемый список невегетарианских продуктов.

## Известные члены
Известные члены Общества: Питер Кашинг, Айзек Питман, Джорджа Фокс, Джордж Бернард Шоу, Махатма Ганди, а также Пол, Линда и Стелла Маккартни.